# Sełydowe
Sełydowe (ukr. Селидове, ros. Сели́дово) – miasto w obwodzie donieckim Ukrainy.

## Historia

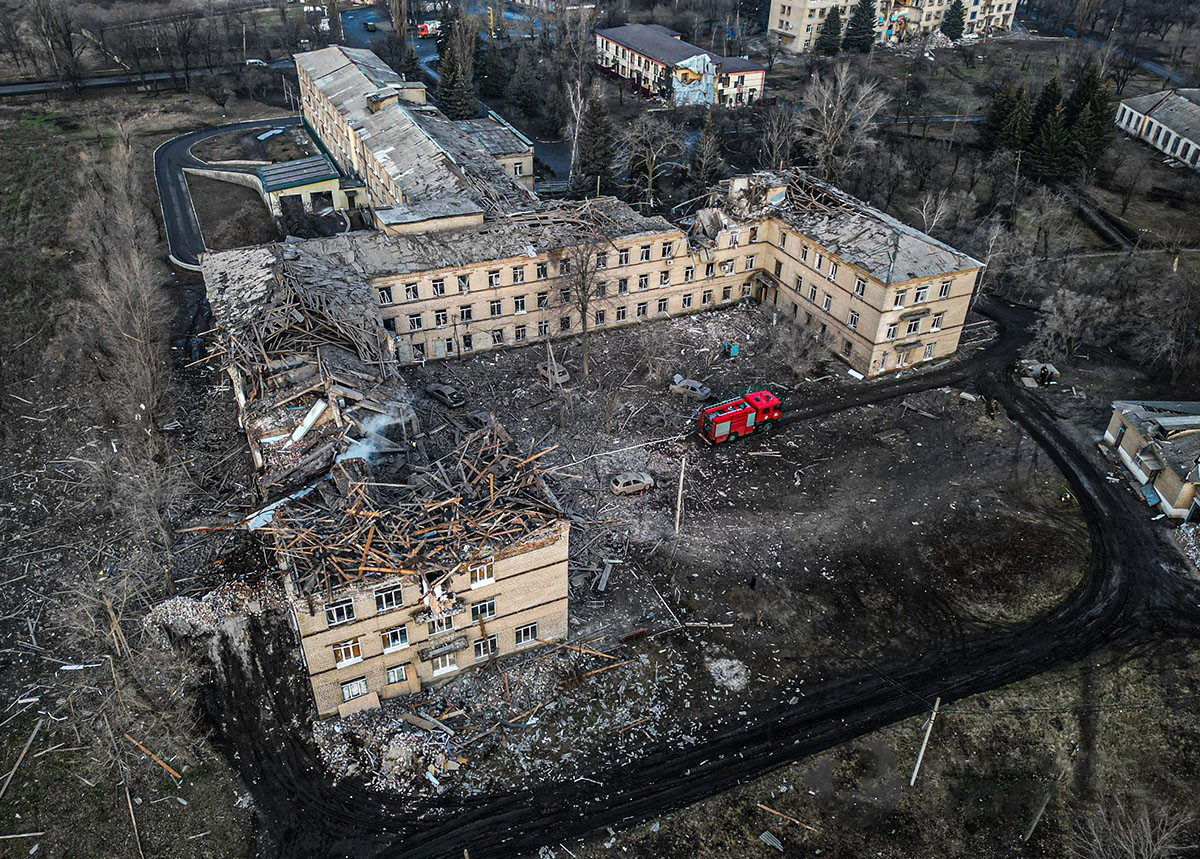
Szpital Miejski w Sełydowem po ostrzale z 14 lutego 2024 r.

Miejscowość powstała jako wieś Sielidowka pod koniec XVIII wieku.
W czasie II wojny światowej, w październiku 1941 roku Sielidowki broniła 296 Dywizja Strzelecka. Podczas okupacji hitlerowskiej, trwającej w Sielidowce i całym rejonie sielidowskim od 20 października 1941 do 8 września 1943, okupanci zamordowali 6918 osób.
16 listopada 1956 Sielidowka otrzymała prawa miejskie jako miasto Sełydowe.
24 października 2024 zdobyte przez Rosjan podczas wojny rosyjsko-ukraińskiej.

## Demografia
- 2006 – 28 000
- 2011 – 24 366
- 2021 – 21 916[1]